# Francesco Carpino
Francesco Carpino, italijanski rimskokatoliški duhovnik, škof in kardinal, * 18. maj 1905, Palazzolo Acreide, † 5. oktober 1993.

## Življenjepis
14. avgusta 1927 je prejel duhovniško posvečenje.
11. februarja 1951 je bil imenovan za sonadškofa Monreala in za naslovnega nadškofa Nikomedije; 8. aprila istega leta je prejel škofovsko posvečenje. 23. avgusta 1951 je nasledil nadškofovski položaj.
19. januarja 1961 je postal uradnik Svete konsistorialne kongregacije in naslovni nadškof Serdice.
7. aprila 1967 je bil imenovan za proprefekta Kongregacije za disciplino zakramentov. 26. junija istega leta je bil povzdignjen v kardinala, imenovan za kardinal-duhovnika S. Maria Auxiliatrice in via Tuscolana ter za nadškofa Palerma. 17. oktobra 1970 je odstopil z nadškofovskega položaja.
27. januarja 1977 je postal kardinal-škof Albana.